# Acanthochitona garnoti
Acanthochitona garnoti är en blötdjursart som först beskrevs av de Blainville 1825.  Acanthochitona garnoti ingår i släktet Acanthochitona och familjen Acanthochitonidae. Inga underarter finns listade i Catalogue of Life.